# Морские фузилёры (Литва)
Морские фузилёры (лит. Jūrų fuzilieriai)— род войск аналогичный морской пехоте в составе службы портовой и береговой обороны ВМС Литвы выполняющий функции береговой обороны и охраны военно-морских баз, судов а также важных объектов побережья в интересах вооружённых сил. 

## Задачи
Основными задачами являются - выполнение портовых и прибрежных функций охраны и обороны, обеспечения функционирования порта в национальных и коалиционных нуждах, также участие в международных миссиях НАТО.
Морские фузилёры помимо несения службы на земле, зачастую прикомандированы к боевым кораблям в целях выполнения задач по абордажу и проверке различных судов на предмет перевозки контрабанды, разминированию и подводной разведке.

## История

### Речь Посполитая
По словам первого командира фузилёров Миндаугаса Андрулиса даже название подразделения является временным и полуофициальным, поскольку только сейчас формируются традиции литовских морских пехотинцев и исторические источники из которых подразделение должно черпать вдохновение. По его же словам вероятно таким подразделением станет 7-й регимент (полк) фузилёров Войска Великого княжества Литовского.

### Современная Литва

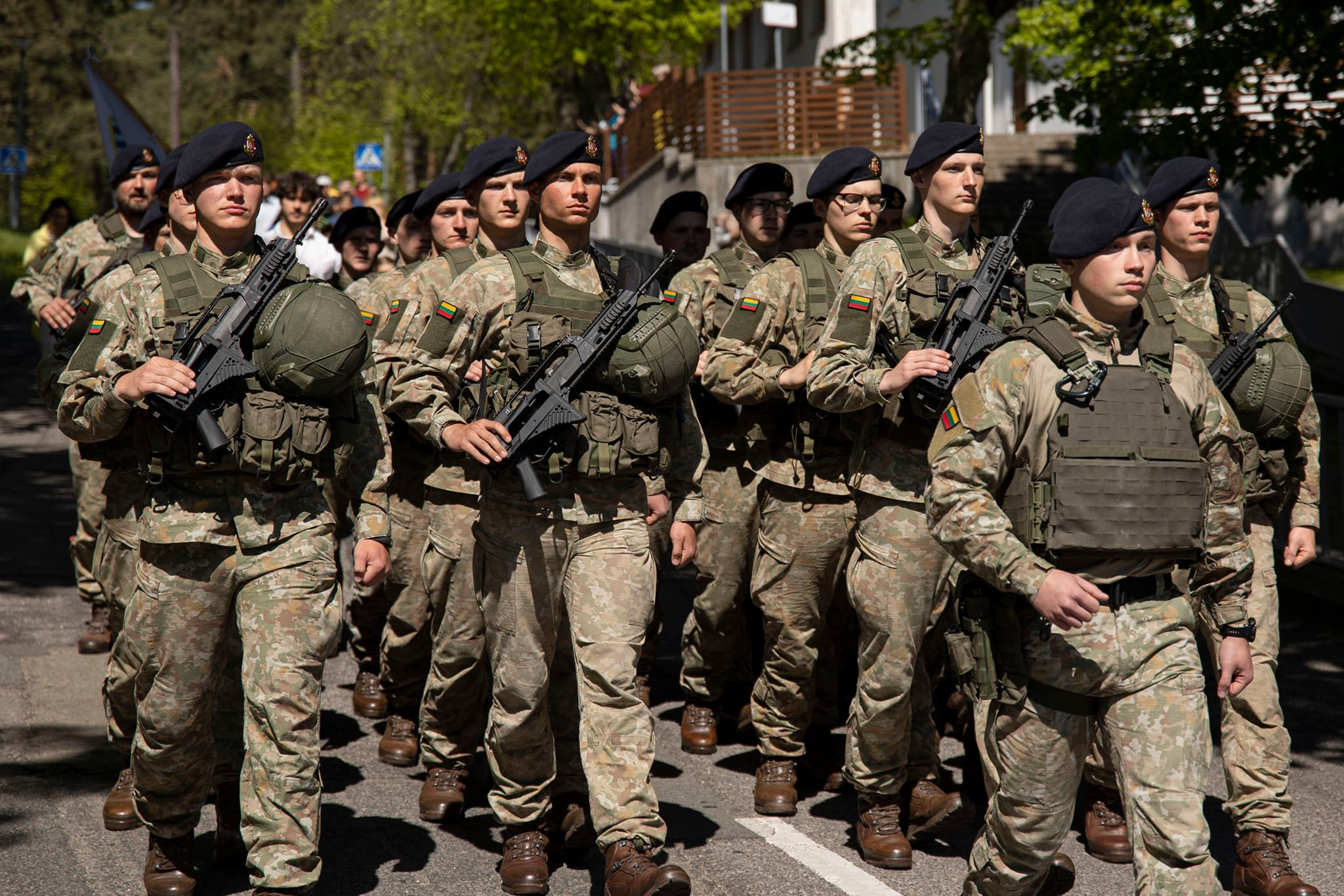
Морские фузилёры в 2023 году

В современной Литве формирования морской пехоты впервые были сформированы усилиями 7-го Драгунского батальона обороны поморья (ныне Драгунский батальон имени Великого князя Литовского Будикида в составе пехотной бригады «Жемайтия») в 1994 году, позже переданного в состав сухопутных сил в 1999 году.
В конце лета 2022 года, исходя из опыта Российско-Украинской войны, было принято решение о создании подразделения, которое будет брать под ответственность операционную территорию ВМБ Клайпеды и Куршской Косы, а также оборону сравнительно маленького побережья страны.
Поскольку в задачах сухопутных сил Литвы не указывалась ответственность за оборону побережья и портов страны (такие оперативные задачи стали возложены на военно-морские силы), поэтому для их выполнения на базе команды подводных действий и роты охраны логистической службы было принято решение о формировании службы портовой и береговой обороны, на базе которой сформированы первые роты морской пехоты (морских фузилёров).
На момент конца 2022 года подразделение находится в стадии полноценного формирования и постоянных учений совместно с ДСОК.
В апреле 2025 года руководство ВМС Литвы сообщило о реорганизации службы в батальон. 

#### Командование
- Командор Миндаугас Андрулис (1 августа 2022 — 12 июля 2024)[2]
- Командор Гедиминас Шимкявичюс (12 июля 2024 — н.в.)

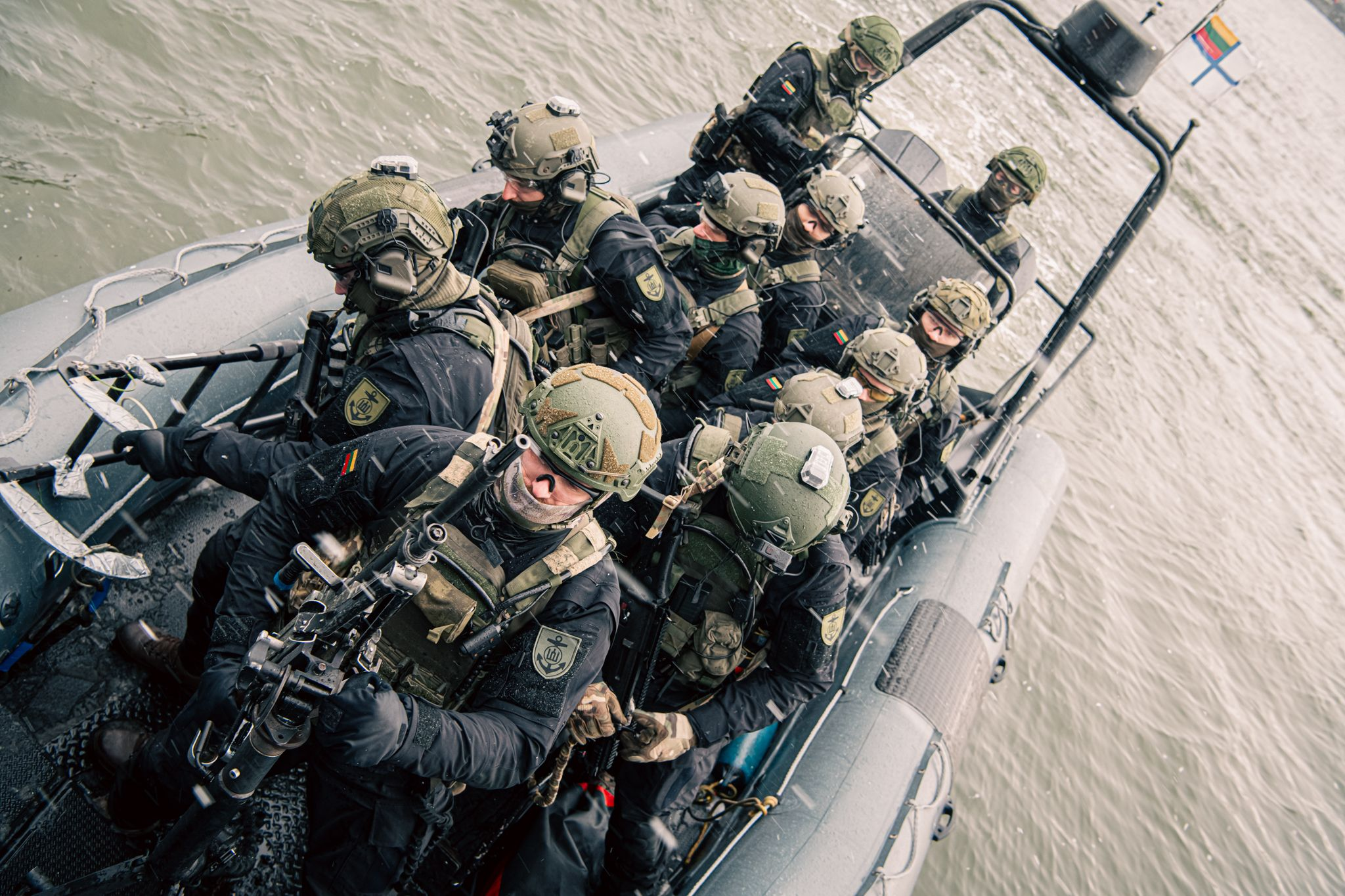
Фузилёры команды прибрежних действий.

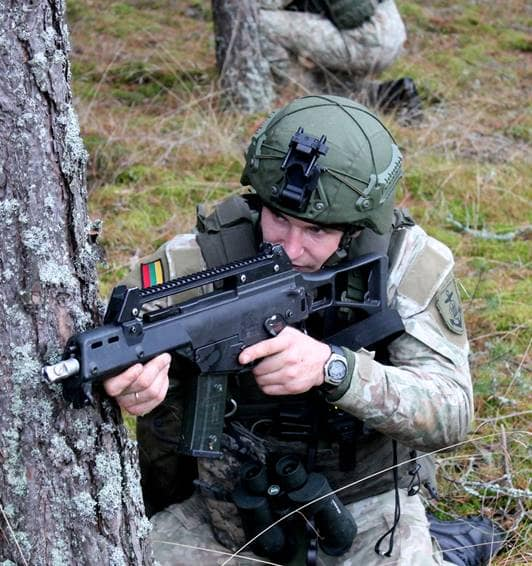
Фузилёр 1-й роты.

## Структура
Организационная структура батальона фузилёров «Генерал Казимирас Несторас Сапега» в 2025 году:
- Штаб
- 1-я рота фузилёров (пехоты)
- 2-я рота фузилёров (пехоты)
- Команда прибрежных действий (СпН)
  - Прибрежный взвод
  - Группа катеров (I,II)
  - Группа быстроходных лодок (I,II,III,IV)
- Команда подводных действий
  - Группа автономных подводных устройств
- Взвод береговой обороны
- Взвод связи[2]

Комплектация батальона состоит из военнослужащих профслужбы и матросов срочников.

## Снаряжение
На вооружении морской пехоты имеются различные образцы стрелкового вооружения и автомобильной техники, полностью отсутствует бронетехника. В оперативном распоряжении службы имеются быстроходные суда предназначенные для оперативного реагирования на угрозы и инфильтрацию через море.  
| Быстроходные патрульные катера            | Быстроходные патрульные катера | Быстроходные патрульные катера | Быстроходные патрульные катера | Быстроходные патрульные катера | Быстроходные патрульные катера |
| Тип                                       | Изображение                    | Производство                   | Назначение                     | Количество                     | Примечания |
| ----------------------------------------- | ------------------------------ | ------------------------------ | ------------------------------ | ------------------------------ | --- |
| Быстроходный патрульный катер типа «Йеху» |                                | Финляндия                      | Быстроходный патрульный катер  | +2                             | Литва собирается купить у Финляндии - две единицы катеров класса «Йеху». Данные корабли будут выполнять функции обороны Куршского залива, порта и побережья. Будут приписаны к батальону морской пехоты |
| Быстроходный катер типа Storebro SB90E    |                                | Швеция                         | Быстроходный патрульный катер  | 1                              | В строю с 2023 года. Используется морской пехотой. |